# Rœux
Rœux is een gemeente in het Franse departement Pas-de-Calais (regio Hauts-de-France). De plaats maakt deel uit van het arrondissement Arras. Rœux telde op 1 januari 2022 1.393 inwoners.
De naam Rœux komt van het Germaanse Rueth, wat Rode (gerooide plek) betekent.

## Geografie
De oppervlakte van Rœux bedroeg op 1 januari 2022 4,87 vierkante kilometer; de bevolkingsdichtheid was toen 286 inwoners per km².

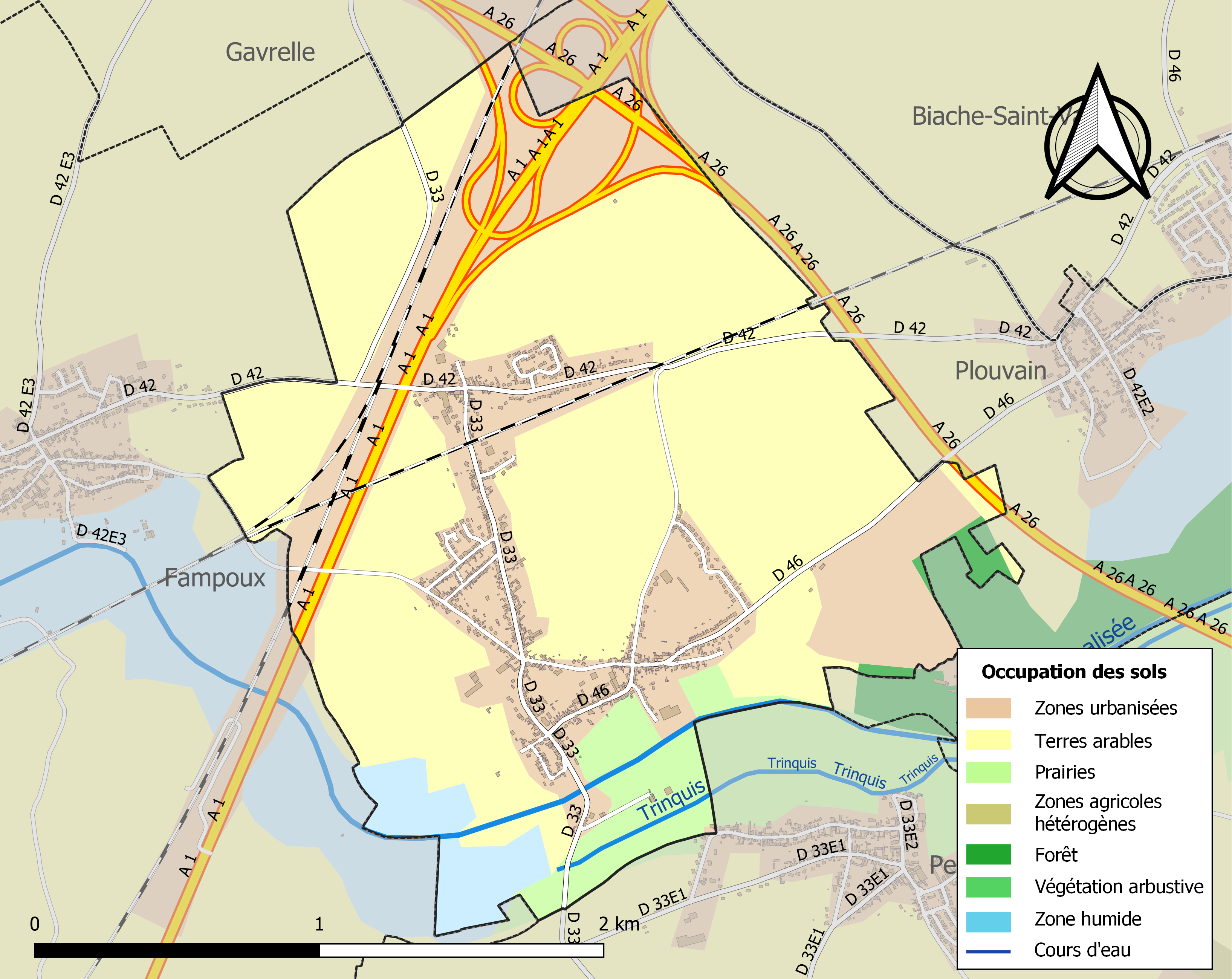
Kaart van de gemeente met belangrijkste infrastructuur, bodemgebruik en omliggende gemeenten

## Britse oorlogsgraven
Op het grondgebied van de gemeente liggen enkele begraafplaatsen met Britse gesneuvelden uit beide wereldoorlogen:
- Brown's Copse Cemetery, Roeux British Cemetery en Roeux Communal Cemetery.

## Verkeer en vervoer
In de gemeente ligt spoorwegstation Rœux.

## Demografie
Onderstaande figuur toont het verloop van het inwonertal (bron: INSEE-tellingen).